# Interacció farmacològica
En farmacologia, les interaccions farmacològiques o interaccions medicamentoses es produeixen quan el mecanisme d'acció d'un medicament es veu afectat per l'administració simultània o gairebé simultània de substàncies com ara aliments, begudes o altres medicaments. Un exemple popular d'interacció fàrmac-aliment és l'efecte de l'aranja sobre el metabolisme dels medicaments.
Les interaccions poden produir-se mitjançant la focalització simultània de receptors, directament o indirectament. Per exemple, tant el zolpidem com l'alcohol afecten els receptors GABAA, i el seu consum simultani provoca una sobreestimulació del receptor, cosa que pot provocar la pèrdua de consciència. Quan dos medicaments s'afecten mútuament, es tracta d'una interacció fàrmac-fàrmac (IFF). El risc d'una IFF augmenta amb el nombre de fàrmacs utilitzats.
Una gran part de les persones grans utilitzen regularment cinc o més medicaments o suplements, amb un risc significatiu d'efectes secundaris per interaccions farmacològiques.
Les interaccions farmacològiques poden ser de tres tipus:
- additives (el resultat és el que s'espera quan se sumen els efectes de cada fàrmac pres independentment),
- sinèrgiques (la combinació dels fàrmacs produeix un efecte més gran de l'esperat), o
- antagonistes (la combinació dels fàrmacs produeix un efecte més petit de l'esperat).[3]

Pot ser difícil distingir entre interaccions sinèrgiques o additives, ja que els efectes individuals dels fàrmacs poden variar.
Les interaccions directes entre fàrmacs també són possibles i poden produir-se quan es barregen dos fàrmacs abans de la injecció intravenosa. Per exemple, barrejar tiopentona i suxametoni pot provocar la precipitació de la tiopentona.